# Unforgiven (2006)
Unforgiven 2006 foi um evento de luta profissional em formato pay-per-view produzido pela WWE que ocorreu em 17 de setembro de 2006, no Air Canada Centre em Toronto, Ontário, Canadá. Este foi o oitavo evento da cronologia do Unforgiven, o décimo pay-per-view de 2006 no calendário da WWE e o primeiro a acontecer fora dos Estados Unidos. Contou com a participação dos lutadores exclusivos do programa Raw.

## Resultados
| #                              | Lutas | Estipulação                                                                                                   | Tempo |
| ------------------------------ | --- | --- | ----- |
| Dark                           | Super Crazy derrotou Shelton Benjamin                                                                              | Luta individual                                                                                               | 07:01 |
| 1                              | Johnny Nitro (c) (com Melina) derrotou Jeff Hardy                                                                  | Luta individual pelo WWE Intercontinental Championship                                                        | 17:36 |
| 2                              | Kane vs. Umaga (com Armando Alejandro Estrada) acabou em dupla contagem                                            | Luta individual                                                                                               | 07:03 |
| 3                              | Spirit Squad (Kenny e Mikey) (c) (com Nicky, Johnny e Mitch) derrotaram The Highlanders (Robbie e Rory McAllister) | Luta de duplas pelo World Tag Team Championship                                                               | 09:59 |
| 4                              | D-Generation X (Triple H e Shawn Michaels) derrotou Big Show, Vince e Shane McMahon                                | Luta Hell in a Cell 3-contra-2                                                                                | 25:04 |
| 5                              | Trish Stratus derrotou Lita (c)                                                                                    | Luta individual pelo WWE Women's Championship                                                                 | 11:34 |
| 6                              | Randy Orton derrotou Carlito                                                                                       | Luta individual                                                                                               | 08:41 |
| 7                              | John Cena derrotou Edge (c)                                                                                        | Luta Tables, Ladders, and Chairs pelo WWE Championship; se Cena perdesse, seria transferido para o SmackDown! | 25:28 |
| (c) – Campeão(s) antes da luta | | |       |